# Енсіно

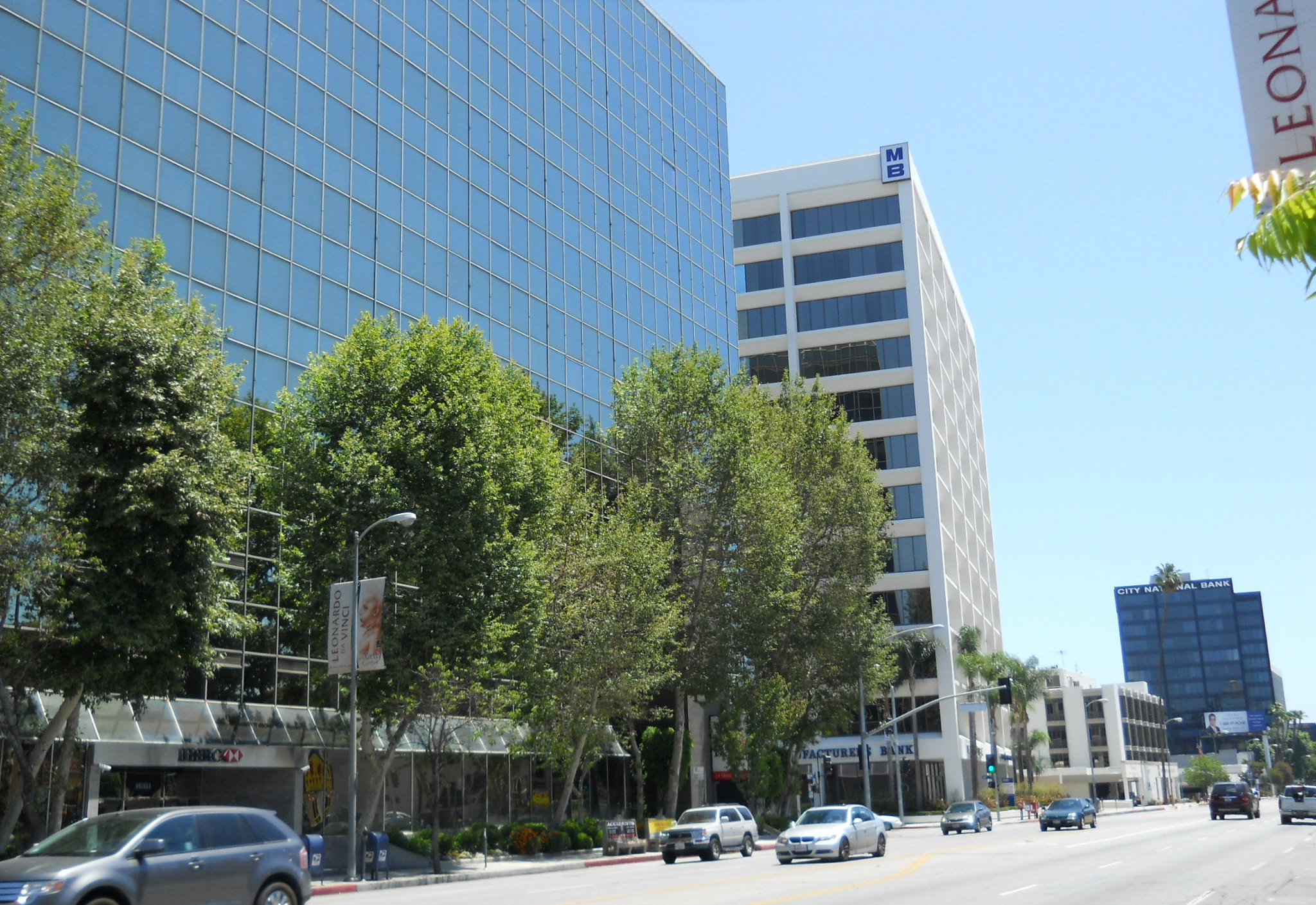
Фінансові установи на бульварі Вентура

Енсіно — північно-західна місцевість Лос-Анджелеса, що знаходиться на північних схилах гір Санта-Моніка у долині Сан-Фернандо.

## Географія
До місцевості переважно відносяться поштові коди 91316 (захід Енсіно) й 91436 (схід Енсіно).
На сході Енсіно межа з Шерман-Оакс проходить за 405-им фрівеєм. На півдні межує по горам Санта-Моніка з Брентвудом та Пасифік-Палісейдсом. На заході межує з Тарзаною. На півночі з Різедою.

## Опис місцевості
У Енсіно знаходиться одна з двох лікарень медичного центру Енсіни-Тарзани.
Фінансові установи утворюють діловий осередок на бульварі Вентура.
У Енсіно державний історичний парк Лос-Енсінос на 2 га обіймає 9-ти кімнатний саманний будинок Осса, будинок Гарнієра, кузню, ставок й джерело.
Зона відпочинку у Сепулведської дамби має чотири крікетні лани, де проводяться змагання. Також неподалік гольфові лани: Енсіно й Балбоа.
Сепулведський садовий центр містить громадські городи для 420 аматорів на 6,3 га.

## Історія

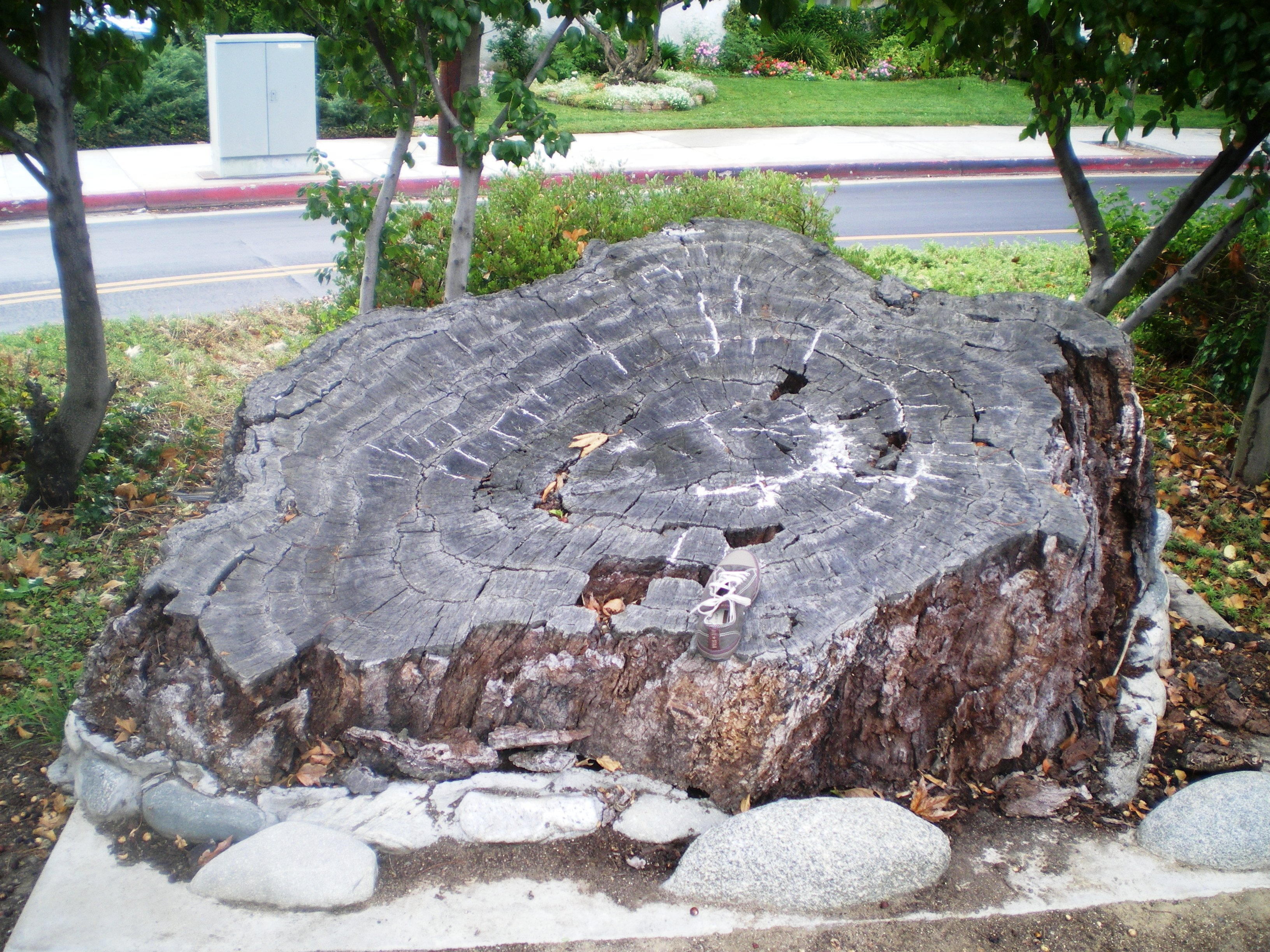
Залишки 1000-річного дуба, за яким й назване Енсіно.

1789 року перші європейці потрапили у внутрішню Каліфорнію у Сан-Фернадську долину, пройшовши через прохід Сепулведа (тепер тут проходить 405-ий фрівей й Сепулведський бульвар) у горах Санта-Моніка. Тут вони заночували у індіанському поселенні де тепер Державний історичний парк Лос-Енсінос.
Франсискнець Хуан Креспі найменував долину Ель-Валлі-де-Санта-Каталина-де-Бононія-де-Лос-Енсінос. З цієї довгої назви з часом залишилося Енсіно, що значить середземноморський різновид дуба — кам'яний дуб. Так назва перейшла у назву Ранчо Лос-Енсінос («Ранчо кам'яних дубів»), що було засноване 1845 року. Назва самої сучасної місцевості Енсіно безпосередньо походить власне від цього ранчо.

## Населення
Населення складало 54649 особи.
Середній дохід на домогосподарство у 2016 році — 118791 доларів.
Вартість окремого односімейного будинку у 2016 році — 1,161 млн доларів.

### Національний склад й українці
Чисельність мешканців, хто майже не володіє англійською мовою — 3.4 %.
36,7 % мешканців є іміргантами. З них, 6171 особа (30,7 %) народилися у Ірані, 1501 (7,5 %) — у Ізраїлі, 1280 (6,4 %) — у Мексиці, 1185 (5,9 %) — у Росії, 1040 (5,2 %) — в Україні, 1001 (5,0 %) — на Філіппінах.
У Енсіно найвищій відсоток російськомовних серед громад Лос-Анджелесу — 6,9 %, або 3566 мешканці говорять російською вдома.
За походженням з усього населення 912 (1,7 %) визнають себе українцями, 6303 (11,5 %) — росянами, 864 (1,6 %) — східноєвропейцями, 2097 (3,8 %) — євреями, 7058 (12,%) — персами.

## Культура
В Енсіно видається місцева газета «Енсіно Сан» («Еснсінське сонце»).
У 1992 році була знята кінокомедія «Енсінська людина» про двох підлітків з Енсіно, що знайшли заморожену печерну людину у дворі одного з підлітків, яку тепер необхідно навчити жити у 20-му сторіччі.

## Відомі особистості
- Актори: Дон Амічі, Лоґан Пол, Семюел Лірой Джексон, Джек Карсон, Мартін Ловренс, Річард Кренна, Шимар Мур, Кларк Гейбл, Річард Прайор, Нік Робінсон, Міккі Руні, Девід Хассельхофф, Едвард Еверетт Гортон, Джон Траволта, Джон Вейн,
- акторки: Ліза Кудров, Керол Ломбард, Джулі Лондон, Лейтон Містер, Еліс Фей, Енн Шерідан,
- співаки й музиканти: Джонні Кеш, Том Петті, Дейв Ґрол, Ешлі Сімпсон, Слеш, Стів Вей, Ice Cube,
- вчений: Кларенс Джонсон,
- письменник: Едгар Райс Барроуз,
- режисер; Рон Говард,
- космонавтка: Саллі Райд,
- баскетболісти: Гілберт Арінас, Кендейс Паркер, Кенні Сміт

## Персоналії
- Шері Каррі (* 1959) — американська співачка та акторка.